# Studios Trident
Les studios Trident (en anglais Trident Studios) est un studio d'enregistrement britannique, situé à Soho (Londres) et fondé en 1967 par les frères Norman et Barry Sheffield. Depuis 1981, ils appartiennent à un groupe d'investisseurs.
Le premier tube enregistré au Trident est My Name’s Jack (en) de Manfred Mann en mars 1968. 

## Les raisons du succès
Le charisme de Sheffield, sa décontraction, son approche du métier d'ingénieur du son, mais aussi le bon niveau d'équipement électronique attirent bon nombre d'artistes. Dans certains studios, comme Abbey Road, les ingénieurs sont critiqués pour leur rigidité, mais aussi pour leur apparat.
Les studios Trident sont les premiers au Royaume-Uni à utiliser le système Dolby Noise Reduction, et à enregistrer sur un magnétophone 8 pistes à bobine. Tandis que d'autres studios passent des mois à tester des nouveaux équipements, les frères Sheffield pensent que si un dispositif a déjà été produit en série, il est utilisable de suite. Leur magnétophone 8 pistes Ampex incite les Beatles à enregistrer le 31 juillet 1968 Hey Jude (Abbey Road venait d'acquérir un magnétophone 8 pistes 3M, mais il ne convenait pas encore pour les arrangements musicaux et devait être d'abord modifiée), puis des titres de l'Album blanc entre août et octobre 1968 (dans l'ordre Dear Prudence, Honey Pie, Savoy Truffle et Martha My Dear). Le 22 février 1969, ils préparent I Want You (She's So Heavy) pour l'album Abbey Road. En décembre 1969, le studio utilise un nouveau magnétophone 16 pistes, ce qui constitue encore une première au Royaume-Uni.
Trident se fait une réputation grâce à son piano, que l'on entend notamment sur Hey Jude des Beatles ou sur Your Song d'Elton John, ou encore avec Rick Wakeman, claviériste de session, sur Life on Mars? et Changes. C'était un piano de concert Bechstein fait main, de plus d'un siècle, et le son en était très recherché. À la suite d'une rénovation, le son est devenu plus clair, ce qui n'a pas satisfait nombre de connaisseurs. Trident a aussi recruté Ken Scott, ingénieur du son. Déjà connu, il a contribué au succès des studios.

## Grands groupes
Genesis enregistre chez Trident plusieurs de ses albums à succès, comme Trespass (1970), Nursery Cryme (1971) et A Trick Of The Tail (1976) avec l'ingénieur du son David Hentschel. 
Les studios Trident participent aussi à l'avènement de Queen. Les frères Sheffield tombent d'accord avec le groupe pour des sessions d'enregistrement pendant les heures non réservées, et l'album Queen bénéficie de tout le staff technique de Trident. Une fois l'album terminé, aucun éditeur ne veut prendre en charge l'album, peut-être du fait du son différent et peu orthodoxe du groupe, ou tout simplement du nom « Queen » pour les quatre garçons. Finalement, huit mois plus tard, les frères Sheffield commercialisent eux-mêmes l'album sous le label Trident. À la suite du succès de l'album, Queen signe chez EMI, et sort Queen II.
Trident est vendu en décembre 1981, racheté par son ingénieur le plus âgé, Stephen Short, avec trois autres investisseurs. En 1986, Short rachète les parts des deux et ouvre Trident 2.
L'entreprise actuelle, nommé Trident Sound Studios, reste dans l'esprit des précédents studios. Autrefois, s'étalant sur les cinq étages de l'immeuble, les studios n'occupent plus que le sous-sol et le rez-de-chaussée.

## Principaux enregistrements
- Transformer, de Lou Reed
- The Man Who Sold the World, Hunky Dory, The Rise and Fall of Ziggy Stardust and the Spiders from Mars de David Bowie
- Crime of the Century de Supertramp
- All Things Must Pass de George Harrison (certaines parties dont le chant sur Ballad of Sir Frankie Crisp (Let It Roll))
- Crazy Nights de Tygers of Pan Tang
- Billy Preston
- Carly Simon
- Cerrone's Paradise, Cerrone III, Cerrone IV de Cerrone
- Claude François Alexandrie Alexandra
- Dusty Springfield
- Elton John
- Frank Zappa
- Gilbert Montagné
- Free
- James Taylor
- Jeff Beck/Rod Stewart
- Krisma
- Lindisfarne
- Mahavishnu Orchestra
- Marc Bolan/T.Rex
- Mary Hopkin
- Nino Ferrer pour la chanson South
- Peter Gabriel
- Peter Hammill
- le Plastic Ono Band
- Saint-Preux
- les Rolling Stones
- Van der Graaf Generator
- Véronique Sanson : Vancouver, janvier 1976